# Aek Suhat Jae
Aek Suhat Jae is een bestuurslaag in het regentschap Padang Lawas Utara van de provincie Noord-Sumatra, Indonesië. Aek Suhat Jae telt 95 inwoners (volkstelling 2010).